# Світова війна: На балансі
«Світова війна: На балансі» (англ. Worldwar: In the Balance) — науково-фантастичний роман американського письменника Гаррі Тертлдава. Книга є першою з тетралогії «Світова війна», за якою слідує трилогія «Колонізація» та роман «Дорога додому». Серія описує світ з альтернативною історією, в якій на Землю прибуває загарбницький флот прибульців у розпал Другої світової війни.

## Сюжет
На орбіту Землі прибуває інопланетний флот розумних істот під назвою Раса, які провели 20 років в анабіозі, стартувавши зі свого рідного світу Дім (друга планета зорі Тау Кита). Головнокомандувач Атвар готується до легкої перемоги над примітивним населенням планети, яку вони називають Тосев-3. Його роздуми перериває доповідь про прийом радіосигналів із поверхні планети. Атвар відмовляється вірити в це, тому що дані, отримані з розвідзонду всього 800 років тому вказують на суспільство, що ще не досягло Промислової революції. Прибувши у грудні 1941 року Раса з жахом усвідомлює, що якимось чином тосевіти (люди) здійснили неймовірний, за мірками Раси, технологічний стрибок за порівняно короткий відрізок часу, адже технологія Раси залишається майже незмінною вже понад 50 000 років. За досвідом двох попередніх завоювань Раса зробила висновок, що все розумне життя в галактиці розвивається з однаковим темпом, але з іншого боку — тосевіти є першими гуманоїдами, з якими вони зустрілися. Обидві попередні захоплені планети населені рептилоїдними формами життя, як і сама Раса.
Провівши шість місяців спостерігаючи та збираючи дані, у травні 1942 року Атвар збирає раду командирів кораблів. Усі воїни Раси вже пробуджені від анабіозу та готуються до вторгнення. Хоча Атвар має повне право скасувати атаку та розгорнути флот, він не бажає повертатися на Дім і повідомляти про повний провал Імператору. Він наказує розпочати вторгнення. Незважаючи на несподіваний технологічний стрибок, тосевітам все ще не зрівнятися з Расою в технічному плані. Раса підриває ядерні бомби у верхніх шарах атмосфери, щоб порушити системи зв'язку тосевітів ЕМІ та починає вторгнення.
Вночі 30 травня через кілька годин після ядерних вибухів повітряні війська Раси нападають на людські повітряні і наземні війська в районах передбачуваних зон висадки. Очистивши території, Раса садить частину кораблів та вивантажує наземні війська. Це відбувається одночасно на всіх материках, крім Антарктиди. Південна Америка та Африка опиняються в руках загарбників практично миттєво. Лише Мексиці вдається чинити опір переважаючим силам супротивника. Висадки Раси у Флориді, Іллінойсі, Айдахо та Нью-Йорку призводять до загальної паніки в США. Війська Раси встановлюють бази в Польщі, відрізаючи німецькі війська в СРСР від ліній постачання і змушуючи Німеччину відступити на захід. ВПС Британії зазнають нападу ВПС Раси, що базуються у Франції та Іспанії. Радянському Союзу доводиться зважати на військові укріплення в Україні, у Зовнішній Монголії та в Сибіру. По всій земній кулі людські війська відступають під жахливим натиском неочікуваного супротивника.
Хоча протистояння між країнами Осі та Антигітлерівської коаліції припиняється практично миттєво, це трапляється через необхідність зосередити всі сили проти нового ворога, а не через припинення ворожнечі. На стадії вторгнення лише військам Німеччини вдається відбиватися від військ «ящерів» хоч із якимись позитивними результатами. Однак американці відмовляються від співпраці з Гітлером, а уряд СРСР не впевнений, що навіть зараз може довіритися фашистам.
Після початкового вторгнення війська Раси припиняють наступ через їхню звичку ретельно обмірковувати кожне рішення. Люди використовують цю затримку, щоб контратакувати ворога, але майже всі спроби завершуються невдачею. Однак ці спроби все ж таки допомагають людям дізнатися, що, попри величезну технічну перевагу, воїнам Раси властива нестача ініціативи під час бою і вони досить легко потрапляють у пастки. У свою чергу Раса дізнається, що її ядерні вибухи в атмосфері практично не вплинули на тосевітів, оскільки люди ще не винайшли транзистори та мікросхеми, а електронні лампи малосприйнятливі до ЕМІ.
Гітлер посилає на Україну потяг із залізничною артилерійською зброєю «Дора», і німці, вийшовши на бойову позицію, відкривають вогонь. Побачивши на радарі величезний снаряд «Дори», технік ящерів сприймає його за людську ракету і намагається збити протиракетами, але багатотонний снаряд неможливо змістити з курсу легкими ракетами ППО. Перший постріл «Дори» знищує один з космічних кораблів Раси («Шістдесят сьомий Імператор Сохреб»). Ящери, зрозумівши свою помилку, піднімають у небо важкі бомбардувальники та спрямовують їх на «Дору». Німецькі артилеристи, йдучи на вірну смерть, перенацілюють зброю, роблять другий постріл, і корабель «П'ятдесят шостий Імператор Джоссано» гине так само, як і його попередник. У цьому кораблі були майже всі запаси ядерної зброї, що є у флоту, і вибух розсіює шматки плутонію по всій окрузі. Поки техніки Раси збирають їх, радянські партизани зауважують, з якою обережністю вони це роблять.
В іншій частині України майору Генріху Єгеру вдається знищити один із танків (або «наземних крейсерів» за термінологією Раси) прибульців, але при цьому він втрачає всю свою танкову роту. Ледве втікши зі ще одним офіцером, Єгер був виявлений лейтенантом Людмилою Горбуновою, яка доставляє їх на радянську авіабазу на своєму У-2. Звідти німецьких офіцерів спрямовують до Москви, де вони проводять деякий час, співпрацюючи з радянським урядом. Зрештою їх просять взяти участь у спільній операції в Україні щодо вилучення загадкового сірого матеріалу.
Поспіхом зібраній групі партизанів і солдатів Вермахту вдається викрасти ящик із плутонієм. Як і домовилися, вміст ящика ділиться навпіл. Потім Єгер отримує коня і вирушає через окуповану Польщу до рідної Німеччини. Неподалік Чорнобилю і Грубешква він потрапляє в засідку єврейських партизанів. На щастя Генріха, євреї теж борються проти сил Раси, оскільки усвідомлюють, яку загрозу ці нові загарбники становлять для людства. Вони забирають половину плутонію та відпускають німця. Цей плутоній потай потрапляє до рук британців, після чого його переправляють до США на підводному човні.
Намагаючись придушити опір тосевітів, Атвар наказує своїм військам завдати ядерних ударів по Вашингтону та Берліну, сподіваючись, що це змусить ці дві місцеві «імперії» капітулювати. Берлін знищено першим у помсту за знищення двох кораблів Раси. На подив Раси, загибель двох столиць лише спонукала обидві держави прискорити виробництво власної ядерної зброї.
Тим часом у США ядерний фізик Єнс Ларсен їде до Вайт Салфер Спрінгс, Західна Вірджинія, де розташована тимчасова столиця, де він попереджає генерала Маршалла, що армія повинна захистити Чикаго від «ящерів» за всяку ціну, оскільки його металургійна лабораторія близька до створення ядерної зброї. Переконавши Маршалла, Ларсен прямує назад у Чикаго. Дорогою додому він дізнається, що «ящери» захопили Огайо та Індіану, і обережно пробирається через ворожі лінії. Його виявляють війська США, і він потрапляє на аудієнцію до генерала Паттона, який пояснює, що армія готує велику операцію захисту Чикаго від Раси. Через свою важливість Єнсу забороняють повертатися до міста.
Починається зима 1942 року, наступ військ Раси поступово припиняється. Ящери, що звикли до спекотного пустельного клімату Дому, зовсім не готові до тосевітської зими. Генерал Паттон приводить у дію свою операцію. Жменька американських винищувачів і бомбардувальників штурмують позиції прибульців у західній Індіані та південному Вісконсіні. За цим йдуть масовані артилерійські залпи. Наприкінці в хід йдуть піхотні та танкові підрозділи під командуванням генералів Паттона і Бредлі, прямуючи до Блумінгтона, Іллінойс. Хоча танкам «Шерман» та винищувачам P-51 «Мустанг» не зрівнятися з їхніми аналогами у Раси, їх настільки багато, а клімат такий ворожий, що «ящери» не мають вибору, окрім як відступити. Частину ворожих військ вдається взяти в оточення і знищити. Людство здобуває свою першу справжню перемогу над загарбниками з космосу.
Головнокомандувач Атвар та командири кораблів починають сумніватися у швидкому успіху вторгнення. На самому початку вони були впевнені, що технічна перевага Раси швидко придушить будь-який опір тосевітів, попри їхній величезний промисловий потенціал. Хоча Південна Америка, Африка та Австралія перебувають у їхніх пазурах, тосевіти все ще чинять опір у Північній Америці, Європі та Азії після шести місяців війни. Попри значний успіх, Раса продовжує втрачати ракети, танки, винищувачі та вертольоти, які наразі непоправні. Хоча захоплені заводи можуть виробляти примітивне озброєння (гвинтівки, кулі та снаряди), але що довше триває війна, то швидше звужуватиметься технічна перевага Раси.
Атвар отримує доповідь із вказівкою, що тосевітські машини не функціонують без нафтопродуктів, і наказує розпочати повітряний штурм нафтових вишок у румунському місті Плоєшті. Штурм не дає відчутних результатів, але вартує Расі ще кілька цінних літаків.
Після закінчення 1942 року генерали Паттон і Бредлі вводять війська в Блумінгтон. Єнс нарешті повертається до Чикаго, але бачить одні руїни. Діставшись до університету Чикаго він дізнається, що вся лабораторія була евакуйована в Денвер. Кінця війни ще не видно.

## Історичні особистості
- Мордехай Анелевич — військовий лідер польських євреїв. Після звільнення Расою від гніту фашистів, він починає розуміти, що їхні визволителі лише трохи кращі за німців. Відібравши у Генріха Єгера половину плутонію, він передав його англійцям, щоб вони доставили його до США.
- Леслі Гровз — полковник, голова американського проекту з розробки атомної бомби. Він знає, що Німеччина та СРСР також наближаються до завершення аналогічних проектів і прагне довести перевагу США.
- В'ячеслав Молотов — міністр закордонних справ Радянського Союзу. Є одним із перших людей, які побували в космосі, коли його посилають вести переговори з головнокомандувачем Атваром. На відміну від свого колеги з Німеччини, досить непогано переносить невагомість. Досить швидко розуміє, чого хочуть «ящери» та те, що їхні ресурси обмежені. З гордістю каже Атвару, що російський народ убив свого імператора, шокуючи головнокомандувача, адже для Раси Імператор є мало не богом.
- Отто Скорцені — гауптштурмфюрер СС. Диверсант, відомий нестандартним способом мислення. Стає одним із найнебезпечніших противників Раси.
- Тадеуш Бур-Коморовський — генерал польської армії.
- Вінстон Черчилль — прем'єр-міністр Великої Британії.
- Адольф Гітлер — фюрер нацистської Німеччини.
- Корделл Галл — держсекретар США.
- Джордж Маршалл — начальник штабу армії США.
- Джордж Паттон — генерал-майор армії США.
- Йоахім фон Ріббентроп — міністр закордонних справ Німеччини. Побував у космосі під час зустрічі із головнокомандувачем Атваром. На відміну від Молотова, невагомість переніс погано і його знудило під час переговорів.
- Лео Сілард — ядерний фізик Металургійної лабораторії університету Чикаго.
- Ганс Томсен — німецький посол у США.
- Сігенорі Того — міністр закордонних справ Японії.
- Волтер Зінн — ядерний фізик Металургійної лабораторії університету Чикаго.
- Енріко Фермі — ядерний фізик Металургійної лабораторії університету Чикаго.

## Раса
Раса — самоназва ящероподібної інопланетної форми життя. Цей розумний вигляд з'явився на планеті Тау Кита-2, яку називають ящери Домом. Дім обертається навколо зорі класу II за класифікацією Секкі. Орбіта Дому вдвічі коротша за Землю, з чого випливає, що земний рік дорівнює двом рокам Раси. Дім має дуже сухий та спекотний клімат. Більшість поверхні планети становить суша. Замість океанів існують невеликі озера, внаслідок чого на планеті мало покладів нафти.
Раса походить від хижаків, про що свідчать їх постава, гострі зуби та пазурі. Представники Раси мають досить низький зріст в порівнянні з людьми і багато в чому схожі на земних ящірок. У них коричнева луската шкіра, часто вкрита розписом, майстерність якого збільшується залежно від рангу. Очі представників Раси незалежні один від одного, як у хамелеона, і мають миготливі перетинки через пустельний клімат Дому, але не мають слізних проток. Ящери також мають роздвоєний язик і рудиментарні хвости. Незважаючи на те, що у них помічена типова ящерам неприязнь до холоду, вони є теплокровними істотами. Ящери є всеїдними істотами, здатними перетравлювати м'ясо і рослинні продукти, хоча вони з огидою ставляться до поїдання яєць через те, що самі відкладають яйця. Імбир у представників Раси викликає наркотичний ефект та залежність, а також тічку у самок.
На відміну від людей, представники Раси мають шлюбний сезон. Вони розмножуються всього різ на рік (рік Дому), коли в самок починається тічка. Поняття моногамії у них немає, і самці зовсім не беруть участь у вирощуванні потомства. Дитинчата вилуплюються з яйцевим зубом і є мініатюрними копіями дорослих особин. На відміну від людських немовлят, вони рідко подають голос через страх перед хижаками. Також, на відміну від людських дітей, вони інстинктивно побоюються будь-яких істот більших за них, включаючи батьків. У віці 3-х місяців дитинчата Раси стають хижаками і основним завданням дорослих стає навчити їх не нападати один на одного.
Расою вже понад 50 000 років править імператорська династія Ссумазов. Імператори мають свій гарем самок, щоб встановити безперервну спадкову лінію. Імператорів обирають із виводку попереднього Імператора. Імперія слідує агресивної експансіоністської політики, вірячи що Раса має правити Всесвітом. Захоплені раси зобов'язані вивчити мову Раси і їхні представники не мають права вступати до збройних сил Імперії. Захоплені раси володіють деякими свободами, включно з майном і віросповіданням, якщо тільки вони не конфліктують з політикою Імперії. У суспільстві Раси стійкість і стабільність набагато важливіші за інновації. Нові ідеї впроваджуються в Імперію поступово, зазвичай за кілька століть, щоб уникнути соціальної нестійкості. Ідея інших форм правління не входить у жодні рамки для Раси. Єдиний термін для урядів Землі, який вони змогли придумати — «не-імперії».
У очах представників Раси Імператор є богом. З дитинства ящери вчаться поважно опускати очі при згадці Імператора. Після смерті вважається, що гідні стають вічними слугами покійних імператорів. Ця релігія настільки сильно впроваджена у суспільство Раси, що сама ідея вбивства монарха немислима.
Крім Дому Імперія простягається на дві захоплені планети: Епсилон Ерідана-2 (Работев-2) та Епсилон Індіанця-1 (Галлес-1). Автохтони цих світів дуже схожі на Расу у плані біології та темпу розвитку.